# Ompa til du dør (album)
Ompa til du dør is het debuutalbum van de Noorse band Kaizers Orchestra, uitgebracht in 2001. Het album won een Spellemanspris  voor het beste rock-album en twee Alarm-awards. Het was het meest verkochte debuutalbum ooit in de Noorse taal. Later werd het album uitgebracht in andere Europese landen met twee extra nummers.

## Originele tracklist
1. Kontroll på kontinentet
2. Ompa til du dør
3. Bøn fra helvete
4. 170
5. Rullett
6. Dr. Mowinckel
7. Fra sjåfør til passasjer
8. Resistansen
9. Dekk bord
10. Bak et halleluja
11. Bris
12. Mr. Kaizer, hans Constanze og meg

## Tracklist heruitgave
1. Kontroll på kontinentet
2. Ompa til du dør
3. Bøn fra helvete
4. Død manns tango
5. 170
6. Rullett
7. Dr. Mowinckel
8. Fra sjåfør til passasjer
9. Mann mot mann
10. Bak et halleluja
11. Resistansen
12. Bris
13. Dekk bord
14. Mr. Kaizer, hans Constanze og meg